# Masse moléculaire
Pour les articles homonymes, voir Masse (homonymie).

## Masse moléculaire (absolue)
La masse moléculaire (absolue) est la masse d'une molécule, exprimée en unité de masse atomique : « uma » (équivalente à un douzième, soit 1/12, de la masse d'un atome de carbone 12).
Elle peut être obtenue par l'addition de la masse atomique (absolue, mesurée en uma) de chaque atome de la molécule multipliée par leur indice numérique dans la formule brute ou mesurée expérimentalement par spectrométrie de masse.

## Masse moléculaire (relative)
La masse moléculaire relative est le rapport entre la masse moléculaire absolue (en uma) et l'unité de masse atomique « uma ». Elle est numériquement égale à la masse moléculaire absolue, mais sans unité du fait de la division par 1 uma. Il s'agit du nombre d'uma compris dans la masse de la molécule.
Elle peut être obtenue par l'addition de la masse atomique relative (nombre sans unité) de chaque atome de la molécule multipliée par leur indice numérique dans la formule brute.
Pour les composés qui ne contiennent pas de molécules (composés ioniques, alliages métalliques, la quasi-totalité des minéraux), on parle de masse formulaire ou masse de l'unité de formule.

## Masse moléculaire des polymères
Un polymère étant constitué d'une distribution de chaînes de longueurs différentes, on doit parler de masse moléculaire moyenne :
Soit :
x le degré de polymérisation ;
nx le nombre de macromolécules de degré de polymérisation x ;
Mx la masse de telles macromolécules ;
M0 la masse d'un monomère,
- on définit la masse moléculaire moyenne en nombre :

{\displaystyle {\bar {M}}_{n}={\frac {\sum n_{x}M_{x}}{\sum n_{x}}}}.
- De même, on définit la masse moléculaire moyenne en poids :

{\displaystyle {\bar {M}}_{w}={\frac {\sum n_{x}M_{x}^{2}}{\sum n_{x}M_{x}}}}.
N.B. : dans le cas de polymères isomoléculaires, ces deux masses sont identiques.
- On définit également la moyenne de centrifugation (ou de sédimentation) :

{\displaystyle {\bar {M}}_{z}={\frac {\sum n_{x}M_{x}^{3}}{\sum n_{x}M_{x}^{2}}}}.
- On définit l'indice de polydispersité par :

{\displaystyle I={\frac {{\bar {M}}_{w}}{{\bar {M}}_{n}}}}.
Les propriétés des polymères dépendent grandement de ces deux masses moyennes :

Des propriétés mécaniques élevées nécessitent une {\displaystyle {\bar {M}}_{n}} élevée tandis qu'une mise en œuvre aisée demande une {\displaystyle {\bar {M}}_{w}} modérée.
Ces masses peuvent être déterminées par chromatographie d'exclusion stérique (SEC) aussi appelée chromatographie sur gel perméable (GPC).

## Masse moléculaire des protéines
La masse moléculaire des protéines peut être déterminée selon l'une des méthodes suivantes :
- méthodes chimiques : dosage d'un élément n'existant qu'à un petit nombre d'exemplaires dans la protéine ;
- méthodes physiques :
  - mesure de la pression osmotique,
  - électrophorèse sur gel de polyacrylamide en présence de dodécylsulfate de sodium,
  - chromatographie par filtration de gel, une méthode de chromatographie d’exclusion stérique,
  - ultracentrifugation.

## Détermination

### Spectrométrie de masse
En spectrométrie de masse, la masse d'une petite molécule est généralement rapportée comme la masse mono-isotopique, c'est-à-dire la masse de la molécule contenant uniquement l'isotope le plus commun de chaque élément chimique. Les masses utilisées pour calculer la masse mono-isotopique se trouvent sur la table des isotopes, et non sur le tableau périodique des éléments classique. La masse moléculaire moyenne est souvent utilisée pour de plus grandes molécules puisque celles avec de nombreux atomes sont peu susceptibles d'être composées exclusivement de l'isotope le plus abondant de chaque élément. Une masse moléculaire moyenne théorique peut être calculée en utilisant les masses atomiques relatives figurant sur le tableau périodique typique, étant donné qu'elle est susceptible d'être la répartition statistique des atomes représentant les isotopes dans la molécule. Cela peut toutefois être différent de la vraie masse moléculaire moyenne de l'échantillon due à des variations naturelles (ou artificielles) dans la répartition isotopique.

### Méthodes hydrodynamiques
En première approximation, la base de la détermination du poids moléculaire selon l'équation de Mark-Houwink est le fait que la viscosité de la solution (ou suspension) des macromolécules dépend de la proportion volumique des particules dispersées dans un solvant particulier. Plus précisément, la taille hydrodynamique est liée à la masse moléculaire qui dépend d'un facteur de conversion, en décrivant la forme d'une molécule particulière. Cela permet au poids moléculaire d'être décrit grâce à des techniques sensibles aux effets hydrodynamiques, comme la diffusion dynamique de la lumière (DLS), la chromatographie d'exclusion stérique (SEC) ou encore la viscosimétrie. L'apparente taille hydrodynamique peut alors être utilisée pour calculer le poids moléculaire en utilisant une série de normes spécifiques à la macromolécule. Comme cela nécessite un étalonnage, cette méthode est souvent décrite comme une méthode moléculaire « relative » de la détermination du poids.

### Diffusion statique de la lumière
Il est également possible de déterminer directement la masse moléculaire absolue de diffusion de la lumière, traditionnellement en utilisant la méthode de Zimm. Ceci peut être réalisé soit par l'intermédiaire classique de détecteurs de diffusion de lumière statique ou par l'intermédiaire d'une diffusion de la lumière sous multiples angles. Les poids moléculaires déterminés par ces méthodes ne nécessitent pas de calibration, d'où le terme « absolue ». La seule mesure externe requise est l'incrément d'indice de réfraction, qui décrit le changement d'indice de réfraction avec la concentration.